# 臺北市內湖區東湖國民小學
臺北市內湖區東湖國民小學，位於臺灣臺北市內湖區的國民小學，成立於1943年3月1日。原名為「內湖國民學校東湖分教場」，民國57年7月1日改隸台北市，更名為「台北市內湖區五分國民學校」，1968年9月21日，改名為「台北市內湖區東湖國民小學」是台北市國民小學當中數一數二的重點學校 。

## 校史
- 1943年3月1日成立「內湖國民學校五分分教場
- 民國35年(1946)5月7日升格為臺北縣內湖鄉五分國民學校
- 民國57年(1968)7月1日臺北縣內湖鄉改隸臺北市內湖區，本校更名為「臺北市內湖區五分國民學校」。8月1日改名為「臺北市內湖區五分國民小學」，9月21日改名為「臺北市內湖區東湖國民小學」。

## 特色
2006年東湖國小有77位擁原位民血統的學生，是台北市各國小原住民學生數最多的學校，其中阿美族有56位，泰雅族有11位，以及2位是卑南族。近年來推動原住民文化融入各科教學，辦理原住民語教學、原住民學童課後輔導，藉語言、舞蹈及技藝學習，傳承原住民文化。
核定總班級數80班〈包括普通班、特殊班、體育班、幼兒園〉，教師預算員額數147人，職員工人數25人(含校長、職員、約聘僱人員、職工、廚工、教保員)、 學生人數（包括普通班、特殊班、體育班、幼兒園）大約2500人

## 歷任校長
| 任別           | 姓名   | 到職時間               |
| -------------- | ------ | ---------------------- |
| 首任           | 曾金印 | 民國35年（1946年）5月  |
| 第二任         | 藍伯熊 | 民國36年（1947年）7月  |
| 第三任         | 吳金龍 | 民國37年（1948年）9月  |
| 第四任         | 林玉田 | 民國38年（1949年）9月  |
| 第五任         | 孫鴻祿 | 民國40年（1951年）10月 |
| 第六任         | 黃傳塗 | 民國41年（1952年）8月  |
| 第七任         | 蔡春木 | 民國54年（1965年）10月 |
| 第八任         | 丁占鰲 | 民國62年（1973年）8月  |
| 第九任         | 劉化仁 | 民國64年（1975年）2月  |
| 第十任         | 林鈴子 | 民國67年（1978年）8月  |
| 第十一任       | 陳燕鶴 | 民國71年（1982年）8月  |
| 第十二任       | 周乃文 | 民國79年（1990年）8月  |
| 第十三任       | 蔡南輝 | 民國85年（1996年）8月  |
| 第十四任       | 洪禎治 | 民國87年（1998年）8月  |
| 第十五任       | 張永欽 | 民國89年（2000年）8月  |
| 第十六任       | 翁繩玉 | 民國96年（2007年）8月  |
| 第十七任       | 丁福壽 | 民國104年（2015年）8月 |
| 第十八任(現任) | 修金莒 | 民國108年（2019年）8月 |

## 校徽
東湖國小校徽由紅色、藍色及水色三種主要顏色構成。
顏色之象徵意涵： 紅色代表熱情洋溢，如旭日東昇， 欣欣向榮；水色代表溫和儒雅，如清新湖水，淡淡柔情 ； 藍色代表活潑信心，如藍天白雲，胸懷大志。

## 外部連結
- 臺北市內湖區東湖國小 （页面存档备份，存于）